# Pantelimon (Ilfov)
Pantelimon è una città della Romania di 32 873 abitanti, ubicata nel distretto di Ilfov, nella regione storica della Muntenia.
Fanno parte dell'area amministrativa anche le località di Călugăreni, Nistoreşti, Pantelimon de Jos e Runcu.
La città è collegata senza soluzione di continuità all'omonimo quartiere di Bucarest e vi è ubicato il capolinea di due delle linee della Metropolitana di Bucarest.
Pantelimon è sostanzialmente una città-satellite di Bucarest, ma non vi mancano importanti attività produttive, tra cui la più grande fabbrica di birra della Romania, che produce su licenza birre a marchio Carlsberg e Tuborg e una fabbrica che produce ed esporta cioccolato, la Heidi Chocolat.